# Монте Визо
Монте Визо или Монвизо (Monte Viso) е най-високият връх на Котските Алпи – 3 841 м. Намира се в Италия, близо до френската граница. Макар и не на самото било, той се издига с около 500 м. над близката част на планината. Поради това е емблематичен и известен със своята изваяна пирамидална форма. Наричат го „самотен гигант сред множество по-малки върхове“. Известно е, че в Античността е бил смятан за най-високия връх в Алпите. Възможно е също така да е вдъхновил известна емблема на американската филмова компания Парамаунт пикчърс.

## Име
Монте Визо се вижда от всички страни и от огромни разстояния – от Монблан, и дори от Матернхорн, който отстои на 160 км. Вижда се от цялата западна част на Паданската низина – от Торино и дори от Миланската катедрала, ако денят е ясен и има добра видимост. Името му произлиза точно оттам – от латинското Mons Vesulus, което означава „ясно видима планина“.

## История
Първото изкачване е дело на британците Уилям Матюс и Уилям Джейкъб на 30 август 1861 г. Водачи са французите Жан Батист и Мишел Крос. На следващата година нова група се изкачва, в която участва и италианецът Бартоломео Пейрот. Той е първият представител на държавата домакин, стъпил на върха. До края на ХІХ век са извършени изкачвания по всички възможни маршрути, а първото зимно изкачване датира от 1981 г.

## Туризъм
Монте Визо се радва на постоянния интерес на катерачи и алпинисти. Дори обикновени туристи могат да се изкачат високо по склона му, тъй като от източната страна има лесно достъпна пътека. Изкачването обаче е дълго, поради което понякога се подценява. Дори в средата на лятото често има дълбоки преспи сняг, които може да крият опасности. През 2016 г. е създаден националният парк Монвизо, докато във Франция още преди това съществува паркът Кейра.
През 1975 г. италианският скиор Нино Виале се спуска по северната стена на върха, след което се изкачва по етин от трудните траверси – т. нар. „кулоар на Куулидж“. Четиридесет години по-късно постижението му е повторено от петима младежи, въпреки опасното време. По този повод е създаден филмът „Монвизо, моя любов“ (2016 г.).
Върхът се състои от две най-високи точки: Пунта Ница на север и Пунта Триесте на юг, която достига 3 841 м. В подножието на върха се намира известната местност Пиан дел Ре, откъдето извира голямата река По. Там свършва голям ледник и са образувани няколко езера (Фиоренца, Киарето, Гранде и др.), от които тръгва пълноводен поток.